# Max Baucus
Max Sieben Baucus, all'anagrafe Maxwell Sieben Enke (Helena, 11 dicembre 1941), è un politico statunitense, ambasciatore degli Stati Uniti in Cina dal 2014 al 2017 nell'amministrazione Obama ed in precedenza senatore per lo stato del Montana dal 1978 al 2014.